# Kalývia (ort i Grekland, Västra Grekland)
Kalývia (Kalyvia) är en ort i Grekland.   Den ligger i prefekturen Nomós Aitolías kai Akarnanías och regionen Västra Grekland, i den centrala delen av landet, 220 km väster om huvudstaden Aten. Kalývia ligger 28 meter över havet och antalet invånare är 965.
Terrängen runt Kalývia är platt åt nordost, men åt sydväst är den kuperad.Runt Kalývia är det ganska tätbefolkat, med 172 invånare per kvadratkilometer. Närmaste större samhälle är Agrínio, 10,0 km öster om Kalývia. Trakten runt Kalývia består till största delen av jordbruksmark.